# デビスカップ1904
1904年度 デビスカップ（当時の名称：International Lawn Tennis Challenge, 国際ローンテニス・チャレンジ）に関する記事。

## 大会の流れ
1904年のデビスカップにはアメリカが出場しなかったが、ベルギー・フランス・オーストリアの3か国が初出場した。
3か国の参加により、この年から大会形態の拡大が始まる。前年度優勝国のイギリス諸島は、無条件で「ワールドグループ・チャレンジラウンド」決勝に進出し、他の国々は各地でワールドグループの予選を戦った。会場はイギリス・ウィンブルドンの「ワープル・ロード」において、6月27日-29日にワールドグループ決勝（イギリス諸島への挑戦国を決める）、7月2日-5日に挑戦国とイギリス諸島との決勝戦を実施した。
第1回大会の1900年から1939年までは、大会の正式名称は「インターナショナル・ローンテニス・チャレンジ」（International Lawn Tennis Challenge）であった。ウィキペディア日本語版記事では、すべてのイベントを「デビスカップxxxx」として記載する。

## 予選
- ワールドグループ1回戦（5月1日）： ベルギー vs. オーストリア 　イベント実施なし　（注：同じく初参加国のフランスが、対戦相手なしの“Bye”でワールドグループ決勝へ）
- ワールドグループ決勝（6月27-29日）： ベルギー vs. フランス 　3勝2敗　（ベルギーがイギリス諸島への挑戦権を獲得）

## 決勝
- ワールドグループ・チャレンジラウンド決勝（7月2日-5日）： イギリス諸島 vs. ベルギー 　5勝0敗

（イギリス代表選手は3名、ベルギーは2名を起用した。）

## 参考資料
- 公式サイト　参考資料はすべて公式サイトから引き出せるが、様々な種類の資料を見いだせることから、各記事中にも直接関連するリンクを掲載する。
- 大会データ： →  →
- イギリス諸島　（1900年-1912年まで）